# Никола Тулимировић
Никола Тулимировић (Београд, 22. октобра 1981) је српски политичар, бивши народни посланик у Народној скупштини Републике Србије и бивши председник политичке странке Ниједан од понуђених одговора.

## Биографија
Никола Тулимировић је рођен у Београду, 22. октобра 1981. године, где је завршио основну школу "Синиша Николајевић", а потом и Математичку гимназију. Студирао је на Електротехничком факултету Универзитета у Београду, Катедра за рачунарску технику и информатику. По истеку апсолвентског стажа одустаје од студија, уверен да од дипломе неће имати корист.
У младости је био награђиван на такмичењима из области физике и математике, а као значајан пример се истиче прва награда на Републичком такмичењу из физике.
Тулимировић се у средњој школи и као студент, од почетка 2000. године до лета 2003, бави продајом рачунара и пратеће опреме, неколико месеци ради у Арт телевизији, а затим, до 2006. године, паралелно се бави угоститељством и програмирањем. Од 2004. године радио је у Инфостуду. Крајем 2006. године је основао предузеће за пружање савета и израду компјутерских програма, у коме је радио до маја 2012. године, када је изабран за народног посланика.
Био је оснивач и председник влашке мањинске политичке странке Ниједан од понуђених одговора. Партију је основао 2010. Про форме је регистровао странку као партију која заступа влашку националну мањину, јер су, у то време, таксе за оснивање обичне политичке странке премашивале 2.600.000 динара. Због овога је, иако Србин по националности, подржавао пројекте влашке националне заједнице. Пре чланства у Ниједном од понуђених одговора, није био члан ниједне политичке странке.
У једном мандату, од 31. маја 2012. до 16. априла 2014, био је посланик у Народној скупштини.
Живи и ради у Београду. Није ожењен и нема децу.

## Ударник
Никола Тулимировић је 2013. године покренуо сајт за претраживање огласа за посао, под називом Ударник. Један од циљева овог сајта је да се послодавци додатно мотивишу да објављују огласе за посао на Интернету, због чега су све услуге бесплатне.

## Отворене изборне листе
Никола Тулимировић је 2014. године објавио конкурс за посао посланика. Рангирање кандидата за изборну листу је вршено према броју потписа подршке бирача, које је прикупио сваки кандидат. Тулимировић је, приликом објаве конкурса, саопштио да је овом одлуком свим грађанима желео да пружи прилику да се самостално кандидују за посланике, без обавезе да буду чланови странке, као и да истакне другачији поглед на функције посланика и одборника, односно да су то "радна места на којима раде људи који заступају оне који су их изабрали на изборима".
После објаве конкурса, Курир је објавио испитивање јавног мњења, које је спровео Ипсос стратеџик маркетинг, а по коме је Тулимировићева странка била у значајном порасту и достигла 1,9 процената, што је преко три пута више од процента освојеног на парламентарним изборима 2012.
Међутим, Републичка изборна комисија је одбила отворену изборну листу Ниједан од понуђених одговора, уз образложење да НОПО до истека рока, 28. фебруара 2014, није прикупио најмање 10.000 потписа бирача, већ 8.778 потписа.
Тулимировић је поводом одбијања изборне листе одржао конференцију у Медија центру у Београду и на тој конференцији новинарима показао изјаве око 2.300 бирача, судски оверене закључно са 28. фебруаром 2014, које је, према његовој тврдњи, Републичка изборна комисија одбила да прими, а медији одлучили да не пренесу информације и доказе које је предочио на конференцији.

## Напад
Народног посланика Николу Тулимировића, напале су 2012. године две непознате особе пошто је вербално покушао да заштити другог човека.